# 6A busz (Mezőkövesd)
A mezőkövesdi 6A jelzésű autóbuszvonal a Rutinpálya és a Zsóry gyógyfürdő / Fülemüle utca között húzódó helyi vonal volt, amelyet a Borsod Volán Zrt. üzemeltetett.

## Közlekedése

### Nyári menetrend (május – szeptember)
| Viszonylat                     | Indításszám | Közlekedési rend |
| ------------------------------ | ----------- | ---------------- |
| Rutinpálya ➝ Gyógyfürdő        | 1 oda       | munkanapokon     |
| Fülemüle u. ford. ➝ Rutinpálya | 1 oda       | munkanapokon     |

### Téli menetrend (szeptember – május)
| Viszonylat                     | Indításszám | Közlekedési rend |
| ------------------------------ | ----------- | ---------------- |
| Fülemüle u. ford. ➝ Rutinpálya | 1 oda       | munkanapokon     |

## Megállóhelyei
| 0 | Rutinpálya végállomás                   | 0.0 km | 0  |
| 1 | Lövői út 20.                            | 0.5 km | 1  |
| 2 | Vasútállomás (↓)                        | 1.2 km | 2  |
| 3 | Széchenyi utca 21.                      | 1.9 km | 4  |
| 4 | Cukrászüzem (↓) SZTK rendelőintézet (↑) | 2.6 km | 5  |
| 5 | Katolikus iskola                        | 3.0 km | 6  |
| 6 | Mátyás király utca 10.                  | 3.4 km | 7  |
| 7 | Delco Remy bejárati út                  | 4.1 km | 8  |
| 8 | Gyógyfürdő vonalközi végállomás         | 6.3 km | 11 |
| ∫ | Kórház                                  | ∫      | ∫  |
| ∫ | Fülemüle utca forduló végállomás        | ∫      | ∫  |